# Бересфорд, Маркус, 7-й барон Дисиз
Маркус Хью Тристрам де ла Поэр Бересфорд, 7-й барон Дисиз (англ. Marcus Hugh Tristram de la Poer Beresford, 7th Baron Decies; родился 5 августа 1948 года) — англо-ирландский наследственный пэр.

## Ранняя жизнь
Родился 5 августа 1948 года. Единственный сын Артура Бересфорда, 6-го барона Дисиза (1915—1992), и Дианы (урожденной Тернер-Кейн) Голсуорси (? — 2004). Его мать, вдова майора Дэвида Голсуорси, была дочерью Джорджа Тернера-Кейна. У него есть две сестры, Сара Энн Вивьен де ла Поэр Бересфорд (род. 1949) и модель Клэр Антуанетта Габриэль де ла Поэр Бересфорд (род. 1956).
Его дедом по отцовской линии был Джон Бересфорд, 5-й барон Дисиз (1866—1944), ирландский пэр-представитель в Палате лордов, который женился на двух американских наследницах, его бабушка Хелен Гулд (дочь руководителя американской железной дороги Джорджа Джея Гулда I), а после её смерти Элизабет Уортон Дрексел (дочь Джозефа Уильяма Дрекселя, который ранее был женат на Гарри Лере). На вопрос, как произносится его имя, его дед лорд Дисиз сказал The Literary Digest: «With ci as in conscience it is dee-shees, and Beresford is berysford».

## Образование и карьера
Первоначально он получил образование в колледже Эглон, Виллар, Швейцария, а с 1962 по 1967 год — в колледже Святого Колумба в Дублине. Окончил Дублинский университет со степенью магистра литературы. Бересфорд практиковал в качестве адвоката и стал председателем A&L Goodbody, ведущей ирландской корпоративной юридической фирмы. Он был членом Chartered Institute of Arbitrators.
7 ноября 1992 года он унаследовал титул 7-го барона Дисиза из Дисиза, графство Уотерфорд.

## Другие виды деятельности
Лорд Дисиз был попечителем Фонда Альфреда Бейта с 1999 по 2014 год и председателем с 2008 по 2014 год. В настоящее время он является попечителем Фонда Аполлона. Он также был вовлечен в мир образования, будучи членом советов колледжа Александры в Дублине, школы Хьюитсона в Миллисенте, Ирландия (председателем которой он был с 1992 по 1995 год), и колледжа Святого Колумба в Дублине, Ирландия.

## Семья
11 апреля 1970 года он женился на Саре Джейн Ганнелл, дочери полковника Бэзила Ганнелла. Они развелись в 1974 году. В 1981 году он женился во второй раз на Эдель Жаннетт Хендрон. С 1989 года пара проживает в Страффане, графство Килдэр, и имеет четверых детей:
- Достопочтенная Луиза Кэтрин де ла Поэр Бересфорд (род. 23 октября 1984)[3]
- Достопочтенный Роберт Маркус Дункан де ла Поэр Бересфорд (род. 14 июля 1988)[3], старший сын и наследник титула.
- Достопочтенный Дэвид Джордж Морли Хью де ла Поэр Бересфорд (род. 4 мая 1991)[3]
- Достопочтенная Джессика Лара де ла Поэр Бересфорд (род. 16 ноября 1996)[3]

## Интересы
Пара увлекается лошадьми и много лет тренировала скаковых лошадей вместе с Артуром Муром. Его жена увлекается спортом, ловит рыбу нахлыстом для Ирландии и участвует в многочисленных благотворительных мероприятиях, в том числе в Ирландском обществе гемофилии.
Его непреходящий интерес к истории стимулировали его предки Уильям Бересфорд, 1-й барон Дисиз (1743—1819), который был архиепископом Туама, и Уильям Карр Бересфорд, 1-й виконт Бересфорд, 1-й маркиз Кампо-Майор (1768—1854), который был генералом британской армии и маршалом португальской армии, воевал вместе с герцогом Веллингтоном в войне на полуострове и в 1828 году занимал должность генерал-магистра артиллерии в первом правительстве герцога Веллингтона. В 2019 году Ирландская академическая пресса опубликовала его биографию генерала.
Маркус Бересфорд является членом Ирландской и Британской комиссий по военной истории. Он является председателем попечителей Британского кладбища Элвас, членом Друзей линий Торриш-Ведраш и Исторического общества Уотерфорда.

## Труды
- Ireland in French strategy 1691—1789, Post Graduate thesis (M.Litt)
- Francois Thurot and the French attack at Carrickfergus, 1759-60, The Irish Sword, X (41), 255-74.
- Ireland in French Strategy during the American War of Independence, 1776-83, The Irish Sword, XII (49), 285-97 and XIII (50), 20-29.
- William Carr Beresford and the capture of the Cape Colony and the expedition to the River Plate 1805—1806, The Irish Sword XXIX (P. 240—262)
- Francois Thurot, the Irish connection, Journal of the Cork Historical & Archaeological Society, LXXVIII (1973), 143-50.
- The Peninsular romance of Lieutenant Waldron Kelly and Ana Ludovina de Aguilar, The Irish Sword, XXXII (129) 2020, 299—316.
- Marshal William Carr Beresford: ‘The ablest man I have yet seen with the army’ (ISBN 9781788550321) 2019